# Adonidia dransfieldii
Classification APG IV (2016)
Espèce

Adonidia dransfieldii est une espèce de palmier du genre Adonidia originaire de l'état de Sabah, sur l'ile de Bornéo en Malaisie orientale. Il atteint 6 à 7 mètres de hauteur.

## Description
Cette espèce est très similaire en apparence à l' Adonidia merrillii beaucoup plus commun, les principales différences visuelles étant une coloration légèrement plus dorée, un tronc plus élancé, une inflorescence plus verticale, des feuilles plus minces et des troncs moins fendus. Cependant, l'apparence générale de base est assez similaire et, étant donné la distance biologique relativement courte entre Sabah et la Province de Palawan, ou A. merrillii est endémique, suggère une spéciation récente, au cours des derniers millions d'années ou moins.
Notamment, cette espèce, bien que déjà gravement menacée, peut être la plus âgée des deux.
Découverte pour la première fois en 1998 à partir de seulement 14 individus dans la nature, il a fallu un certain temps pour déterminer l'aspect scientifique de cette espèce. Cela était en partie dû au processus permettant aux graines collectées de pousser et de mûrir au centre de recherche forestière de Sabah. Au fil du temps, les différences entre cette espèce et Adondia merrillii sont devenues évidentes. Les travaux d’une doctorante française, Elodie Alapetite, qui a fourni une étude approfondie d’analyse moléculaire de toute la sous-tribu, amenant ainsi des preuves convaincantes de la différentiation de ces espèces (Alapetite et al. 2014) . 

Elle a finalement été décrit scientifiquement en 2015 (Wong et al. 2015) .
L'épithète spécifique fait référence à John Dransfield,  en l'honneur du grand nombre de recherches et d'études sur les Arecaceae.